# 6443 Harpalion
6443 Harpalion eller 1988 RH12 är en trojansk asteroid i Jupiters lagrangepunkt L5. Den upptäcktes 14 september 1988 av den amerikanska astronomen Schelte J. Bus vid Cerro Tololo. Den är uppkallad efter Harpalion i den grekiska mytologin.